# Fontenay-sous-Bois
Fontenay-sous-Bois är en kommun i departementet Val-de-Marne i regionen Île-de-France i norra Frankrike. Kommunen är chef-lieu över 2 kantoner som tillhör arrondissementet Nogent-sur-Marne. År 2022 hade Fontenay-sous-Bois 52 646 invånare.
Kommunen är en av de östliga förstäderna till Paris och ligger 9,3 km från Paris centrum.

## Befolkningsutveckling
Antalet invånare i kommunen Fontenay-sous-Bois
| Referens: INSEE |